# 황선영
황선영(1976년 ~ )은 대한민국의 前 가수, 프로그래머이자 현직 게임 프로그래머 및 게임 개발자이다.

## 생애
한성과학고등학교 1학년 때부터 스쿨밴드를 했다.
1995년부터 2003년까지 서울대학교 공과대학에 재학했다. 서울대학교에 재학 중이던 1996년, 교내 퓨전 재즈&펑크 밴드(Fusion Jazz&Funky Band) 동아리 퓨즈(FUZE)의 1기 멤버 중 하나로 보컬과 베이스를 맡았다. 그 해 7월 6일 학생회관 라운지에서 FUZE DEBUT이라는 이름으로 첫 공연을 하였고, 공연이 끝나고 난 후 J&B라는 이름으로 대학가요제 예선에도 참가해 나의 곁에를 불렀다.
그 후 친구가 과외 아르바이트 하던 학생의 아버지가 음반 제작자라는 우연한 기회로 기획사 TOP MUSIC (탑뮤직)과 계약을 맺어 1997년 솔로 가수로 데뷔하여 이후 퓨즈에서의 자작곡을 바탕으로 앨범을 냈다.
1998년 9월 이상순, 이혜민과 함께 베이비 블루를 결성했다. 프로듀싱은 김영석이 했다.
이들은 같은 달 18일, TV는 사랑을 싣고에 등장한 적이 있다. 이 영상은 2021년 1월 8일자 이십세기 힛-트쏭 42회에서 다시 나왔다.
베이비 블루가 해체된 뒤에는 2003년 9월 2004년 12월까지는 인터넷 보안업체 비티웍스의 보안 프로그래머로, 2005년 1월부터 2007년 3월까지는 KT의 자회사인 이니텍의 클라이언트 프로그래머로 있었다. 정보시스템감리사로는 어디서 활동했는지는 알 수 없다. 그 후 넥슨에 입사해 2007년 4월 ~ 2008년 12월까지 태국메이플스토리의 게임 프로그래머로 있었고, 2009년 1월 ~ 12월까지는 넥슨 태국&베트남메이플스토리 개발팀장, 2010년 1월 ~ 3월까지는 넥슨 해외 메이플스토리 컨텐츠 개발팀장, 2010년 3월 ~ 2011년 10월까지 넥슨 일본메이플스토리 디렉터로 있었다.
그 후 2011년 12월 ~ 2014년 3월까지 문성준 후임으로 넥슨 마비노기 디렉터로 있었다. 인사는 2012년 3월 20일에 했다.
그리고 2014년 3월 ~ 2015년 9월까지 넥슨 한국메이플스토리 디렉터로 있었다. 인터뷰는 2015년 4월 3일에 했다.
2015년 10월 ~ 2018년 2월까지 넥슨지티 본부장이 되었다. 2017년 타이탄폴 온라인 기자간담회 때 모습을 드러냈다.
2018년 3월 ~ 2020년 1월까지 띵소프트 크리에이티브 디렉터로 있었다.
2019년 6월 15일 메이플스토리 쇼케이스인, 메잘알 아레나(ARENA)에서 영상으로 나타나 유저들에게 문제를 냈다.
2020년 1월부터 2022년 3월까지 다시 넥슨(코리아)에서 프로젝트 컨설턴트로 있었다.
2020년 5월 9일 놀면 뭐하니? 41회에서 이상순이 베이비 블루를 언급할 때 이혜민과 함께 영상으로 나왔다.
2022년 4월부터 넥슨의 자회사 넥슨블록의 프로덕션 디렉터로 활동하기 시작했다.

## 학력
- 한성과학고등학교 (졸업)
- 서울대학교 공과대학 (졸업)

## 활동

### 방송
- 《인기가요 BEST 50》(MBC)

## 음반 목록
- 1997: 황선영 1집 《숨겨진 이야기》
- 1998: 베이비 블루 1집 《Let's Kick It Festival》[19]

### 숨겨진 이야기
전체 편곡: 황선영
| #            | 제목                                    | 작사         | 작곡           | 재생 시간 |
| ------------ | --------------------------------------- | ------------ | -------------- | --------- |
| 1.           | 〈지록위마(指鹿爲馬)〉                  | 황선영       | 황선영         | 3:42      |
| 2.           | 〈거북이의 노래〉 (별주부전 그 이후...) | 황선영       | 황선영         | 4:53      |
| 3.           | 〈호호가(狐好歌)〉                      | 황선영       | 황선영         | 3:59      |
| 4.           | 〈동(冬), Paris〉                       | 배학규       | 김영무         | 4:17      |
| 5.           | 〈오감도(烏瞰圖)〉                      | 여상훈       | 김영무         | 3:48      |
| 6.           | 〈노란 우산〉                           | 이승환       | 황선영         | 4:46      |
| 7.           | 〈고양이 하나〉                         | 심환         | 황선영         | 3:08      |
| 8.           | 〈구석〉                                | 이종무       | 이승환, 김영무 | 4:40      |
| 총 재생 시간 | 총 재생 시간                            | 총 재생 시간 | 총 재생 시간   | 33:40     |